# «Сибсельмаш» в сезоне 2013/2014
Сибсельмаш в сезоне 2013—2014 — статистика выступлений и деятельность клуба в Суперлиге чемпионата России по хоккею с мячом в сезоне 2013/2014.

## Итоги прошедшего сезона
По итогам сезона в Суперлиге команда «Сибсельмаш» заняла 6-е место, в розыгрыше Кубка России не вышла в плей-офф из группового турнира.
По окончании сезона болельщики в ходе интернет-голосования на официальном сайте «Сибсельмаша» выбирали лучшего хоккеиста прошедшего сезона. Победителем стал Андрей Маслов — набрал 812 очков, на втором месте Денис Потёмин — 271 очко, а на третьем — Роман Макаренко — 185. Лучший бомбардир сезона Андрей Герасимов — 25 мячей.

## Хронология событий
- 8 июля — 5 августа 2013 года команда провела в Новосибирске первый учебно-тренировочный сбор.

- 5 — 30 августа 2013 года команда проводит в Кемерово второй учебно-тренировочный сбор, где сыграет товарищеские игры: Кузбасс-2 — 5:3 (Исалиев (2), Герасимов, Вшивков, Анисимов), Кузбасс-2 — 5:2 (Логинов (2), Герасимов, Тетерин, Свиридов), Кузбасс — 4:6 (Исалиев (3), Вшивков).

- 21 декабря 2013 года клуб выставил на трансфер трех игроков команды: нападающего Алексея Садовского, полузащитника Федора Миронова (перешёл в «Уральский трубник») и защитника Евгения Свиридова (перешёл в «Старт»).

- 25 марта 2014 года По окончании сезона болельщики в ходе интернет-голосования на официальном сайте «Сибсельмаша» выбирали лучшего хоккеиста прошедшего сезона. Победителем стал Марко Херайярви — набрал 687 очков, на втором месте Антон Шевцов — 660 очков, а на третьем — Никита Свиридов — 213[2].

## Трансферная политика

### Пришли
| Поз.    | Игрок               | Прежний клуб     |
| ------- | ------------------- | ---------------- |
| Тренер  | Сергей Лихачёв      | Саяны-Хакасия    |
| Вратарь | Марко Херайярви     | Хапаранда-Торнио |
| Нап     | Алексей Садовский   | Саяны-Хакасия    |
| Нап     | Никита Новецкий     | Сибсельмаш - 2   |
| ПЗ      | Дмитрий Завидовский | Енисей           |
| ПЗ      | Виталий Денисов     | Сибсельмаш - 2   |
| ПЗ      | Никита Свиридов     | Сибсельмаш - 2   |
| Защ     | Юрий Логинов        | Зоркий           |
| Защ     | Юрий Михеев         | Сибсельмаш - 2   |

### Ушли
| Поз.   | Игрок             | Новый клуб        |
| ------ | ----------------- | ----------------- |
| Тренер | Сергей Фирсов     | Родина            |
| Нап    | Анатолий Старых   | Уральский трубник |
| Нап    | Андрей Герасимов  | Байкал-Энергия    |
| ПЗ     | Алексей Голитаров | Уральский трубник |
| Врт    | Роман Гейзель     |                   |
| Врт    | Сергей Громов     |                   |
| Врт    | Евгений Тололо    | Сибсельмаш - 2    |

* В аренду.

** Из аренды.

## Чемпионат России

### 1 этап

#### 2 тур
| 11 ноября, 2013 отчёт 15:30 MSK | Кузбасс | 2 : 1 ( 0 – 0 ) | Сибсельмаш | стадион «Химик», Кемерово, ясно, 0 гр. Зрителей: 7000 |

| Отчёт                     | Отчёт | Отчёт              | Отчёт | Отчёт |
| ------------------------- | ----- | ------------------ | ----- | ----- |
|                           |       |                    |       |       |
|                           |       |                    |       |       |
|                           |       |                    |       |       |
| Борисенко 57' Зубарев 85' |       | Логинов (пен.) 51' |       |       |
|                           |       |                    |       |       |
|                           |       |                    |       |       |
|                           |       |                    |       |       |
|                           |       |                    |       |       |
|                           |       |                    |       |       |

#### 5 тур
| 19 ноября, 2013 отчёт 15:30MSK | Сибсельмаш | 3 : 1 ( 1 – 0 ) | СКА-Нефтяник | стадион «Сибсельмаш», Новосибирск, снег, +3 гр. Зрителей: 2500 |

| Отчёт                                                     | Отчёт | Отчёт        | Отчёт | Отчёт |
| --------------------------------------------------------- | ----- | ------------ | ----- | ----- |
|                                                           |       |              |       |       |
|                                                           |       |              |       |       |
|                                                           |       |              |       |       |
| Маврин (Шевцов, угл.) 21' Исалиев (Шевцов) 60' Шевцов 69' |       | Почкунов 90' |       |       |
|                                                           |       |              |       |       |
|                                                           |       |              |       |       |
|                                                           |       |              |       |       |
|                                                           |       |              |       |       |
|                                                           |       |              |       |       |

#### 6 тур
| 22 ноября, 2013 отчёт 15:30 MSK | Сибсельмаш | 2 : 6 ( 0 – 2 ) | Енисей | стадион «Сибсельмаш», Новосибирск, пасмурно, -2 гр. Зрителей: 2500 |

| Отчёт                         | Отчёт | Отчёт | Отчёт | Отчёт |
| ----------------------------- | ----- | --- | ----- | ----- |
|                               |       | |       |       |
|                               |       | |       |       |
|                               |       | |       |       |
| Исалиев 74' Маврин (пен.) 85' |       | Бондаренко 31' Викулин (Толстихин) 38' Бондаренко (Джусоев) 51' Толстихин (Швецов) 57' Ломанов (пен.) 63' Бондаренко 73' |       |       |
|                               |       | |       |       |
|                               |       | |       |       |
|                               |       | |       |       |
|                               |       | |       |       |
|                               |       | |       |       |

#### 7 тур
| 25 ноября, 2013 отчёт 19:00MSK | Динамо-Москва | 7 : 2 ( 2 – 0 ) | Сибсельмаш | Ледовый дворец «Крылатское», Москва Зрителей: 300 |

| Отчёт | Отчёт | Отчёт                                                | Отчёт | Отчёт |
| --- | ----- | ---------------------------------------------------- | ----- | ----- |
| |       |                                                      |       |       |
| |       |                                                      |       |       |
| |       |                                                      |       |       |
| Максимов (Берлин) 36' Берлин 43' Берлин (Свешников) 50' Рязанцев (Хельмюрс, угл.) 64' Иванушкин (Попутников) 73' Иванушкин (пен.) 85' Иванушкин (Архипкин) 86' |       | Могильников (Шевцов, угл.) 69' Тетерин (Исалиев) 71' |       |       |
| |       |                                                      |       |       |
| |       |                                                      |       |       |
| |       |                                                      |       |       |
| |       |                                                      |       |       |
| |       |                                                      |       |       |

#### 8 тур
| 27 ноября, 2013 отчёт 18:30MSK | Водник | 2 : 4 ( 2 – 2 ) | Сибсельмаш | Стадион «Труд», Архангельск, пасмурно, -2 гр. Зрителей: 3500 |

| Отчёт                                     | Отчёт | Отчёт                                                                                    | Отчёт | Отчёт |
| ----------------------------------------- | ----- | ---------------------------------------------------------------------------------------- | ----- | ----- |
|                                           |       |                                                                                          |       |       |
|                                           |       |                                                                                          |       |       |
|                                           |       |                                                                                          |       |       |
| Леонов (Катугин) 10' Радюшин (Леонов) 36' |       | Ган (пен.) 15' Логинов (Завидовский, угл.) 32' Маврин (Корев) 52' Исалиев (Войтович) 62' |       |       |
|                                           |       |                                                                                          |       |       |
|                                           |       |                                                                                          |       |       |
|                                           |       |                                                                                          |       |       |
|                                           |       |                                                                                          |       |       |
|                                           |       |                                                                                          |       |       |

#### 10 тур
| 12 декабря, 2013 отчёт 15:30MSK | Сибсельмаш | 3 : 3 ( 0 – 2 ) | Динамо-Казань | стадион «Сибсельмаш», Новосибирск, снегопад, 0 гр. Зрителей: 1800 |

| Отчёт                                                                                                | Отчёт | Отчёт                                                         | Отчёт | Отчёт |
| --- | ----- | ------------------------------------------------------------- | ----- | ----- |
| |       |                                                               |       |       |
| |       |                                                               |       |       |
| |       |                                                               |       |       |
| Могильников (Потёмин) 52' Вшивков (Херайярви) 62' Исалиев 67' Незабитый пенальти: Маврин (54) - мимо |       | Лаакконен 8' Щеглов (Шабуров, угл.) 37' Красиков (Бушуев) 90' |       |       |
| |       |                                                               |       |       |
| |       |                                                               |       |       |
| |       |                                                               |       |       |
| |       |                                                               |       |       |
| |       |                                                               |       |       |

#### 11 тур
| 15 декабря, 2013 отчёт 10:00MSK | Сибсельмаш | 2 : 4 ( 1 – 2 ) | Байкал-Энергия | стадион «Сибсельмаш», Новосибирск, пасмурно, 0 гр. Зрителей: 2000 |

| Отчёт                          | Отчёт | Отчёт                                                                                    | Отчёт | Отчёт |
| ------------------------------ | ----- | ---------------------------------------------------------------------------------------- | ----- | ----- |
|                                |       |                                                                                          |       |       |
|                                |       |                                                                                          |       |       |
|                                |       |                                                                                          |       |       |
| Тетерин (Шевцов) 3' Шевцов 72' |       | Насонов (Шадрин) 9' Блем (Гавриленко, угл.) 21' Блем (Насонов) 76' Насонов (Ковалёв) 90' |       |       |
|                                |       |                                                                                          |       |       |
|                                |       |                                                                                          |       |       |
|                                |       |                                                                                          |       |       |
|                                |       |                                                                                          |       |       |
|                                |       |                                                                                          |       |       |

#### 12 тур
| 18 декабря, 2013 отчёт 15:30MSK | Сибсельмаш | 6 : 4 ( 3 – 3 ) | Уральский трубник | стадион «Сибсельмаш», Новосибирск, пасмурно, -10 гр. Зрителей: 1000 |

| Отчёт | Отчёт | Отчёт                                                                                  | Отчёт | Отчёт |
| --- | ----- | -------------------------------------------------------------------------------------- | ----- | ----- |
| |       |                                                                                        |       |       |
| |       |                                                                                        |       |       |
| |       |                                                                                        |       |       |
| Корев 22' Шевцов (Тетерин) 23' Н.Свиридов (Тетерин) 30' Логинов (пен.) 51' Маврин (Исалиев) 55' Маврин (Тетерин, св.) 85' |       | Чучалин (Кислов) 3' Разуваев (Пепеляев, угл.) 7' Чучалин (Голитаров) 40' Голитаров 88' |       |       |
| |       |                                                                                        |       |       |
| |       |                                                                                        |       |       |
| |       |                                                                                        |       |       |
| |       |                                                                                        |       |       |
| |       |                                                                                        |       |       |

#### 13 тур
| 21 декабря, 2013 отчёт 10:00MSK | Сибсельмаш | 4 : 3 ( 2 – 2 ) | Родина | стадион «Сибсельмаш», Новосибирск, пасмурно, -4 гр. Зрителей: 1500 |

| Отчёт                                                                      | Отчёт | Отчёт                                                                | Отчёт | Отчёт |
| -------------------------------------------------------------------------- | ----- | -------------------------------------------------------------------- | ----- | ----- |
|                                                                            |       |                                                                      |       |       |
|                                                                            |       |                                                                      |       |       |
|                                                                            |       |                                                                      |       |       |
| Тетерин (Корев) 14' Тетерин (Маврин) 32' Исалиев (Потёмин) 49' Исалиев 69' |       | Обухов (Евтюшин, св.) 5' Обухов (Чарушин) 41' Чарушин (Ларионов) 83' |       |       |
|                                                                            |       |                                                                      |       |       |
|                                                                            |       |                                                                      |       |       |
|                                                                            |       |                                                                      |       |       |
|                                                                            |       |                                                                      |       |       |
|                                                                            |       |                                                                      |       |       |

#### 14 тур
| 24 декабря, 2013 отчёт 19:00 MSK | Зоркий | 9 : 4 ( 5 – 1 ) | Сибсельмаш | стадион «Зоркий», Красногорск, пасмурно, +2 гр. Зрителей: 2000 |

| Отчёт | Отчёт | Отчёт                                                                               | Отчёт | Отчёт |
| --- | ----- | ----------------------------------------------------------------------------------- | ----- | ----- |
| |       |                                                                                     |       |       |
| |       |                                                                                     |       |       |
| |       |                                                                                     |       |       |
| Миргазов (Доровских) 11' Цыганенко (Ишкельдин, угл.) 14' Доровских (пен.) 30' Цыганенко (Мельников) 36' Цыганенко (Миргазов) 40' Ишкельдин 47', 53' Миргазов (Ким) 74' Доровских (Ишкельдин) 88' |       | Н.Свиридов (Шевцов, угл.) 25' Тетерин 54' Маврин (пен.) 58' Ган (Тетерин, угл.) 81' |       |       |
| |       |                                                                                     |       |       |
| |       |                                                                                     |       |       |
| |       |                                                                                     |       |       |
| |       |                                                                                     |       |       |
| |       |                                                                                     |       |       |

#### 15 тур
| 27 декабря, 2013 отчёт 18:30MSK | Старт | 4 : 5 ( 1 – 1 ) | Сибсельмаш | стадион «Старт», Нижний Новгород, ясно, -2 гр. Зрителей: 2000 |

| Отчёт | Отчёт | Отчёт | Отчёт | Отчёт |
| --- | ----- | --- | ----- | ----- |
| |       | |       |       |
| |       | |       |       |
| |       | |       |       |
| Киселёв (Котков, угл.) 24' Патяшин 47' Яковлев (Котков) 60' Бедарев 68' Незабитый пенальти: Киселев (45) - вратарь |       | Н.Свиридов 26' Н.Свиридов (Шевцов, угл.) 51' Шевцов (Потёмин) 62' Войтович (Тетерин, св.) 78' Маврин (Н.Свиридов) 87' |       |       |
| |       | |       |       |
| |       | |       |       |
| |       | |       |       |
| |       | |       |       |
| |       | |       |       |

#### 16 тур
| 29 декабря, 2013 отчёт 13:00MSK | Волга | 4 : 1 ( 2 – 1 ) | Сибсельмаш | стадион «Старт», Нижний Новгород, пасмурно, -4 гр. Зрителей: 4000 |

| Отчёт                                                                        | Отчёт | Отчёт                      | Отчёт | Отчёт |
| ---------------------------------------------------------------------------- | ----- | -------------------------- | ----- | ----- |
|                                                                              |       |                            |       |       |
|                                                                              |       |                            |       |       |
|                                                                              |       |                            |       |       |
| Волгужев (Лебедев) 31' Сундин (Сергеев) 34' Спьют 52' Лебедев (Шебонкин) 87' |       | Вшивков (Шевцов, угл.) 18' |       |       |
|                                                                              |       |                            |       |       |
|                                                                              |       |                            |       |       |
|                                                                              |       |                            |       |       |
|                                                                              |       |                            |       |       |
|                                                                              |       |                            |       |       |

#### 17 тур
| 5 января, 2014 отчёт 10:00MSK | Сибсельмаш | 2 : 1 ( 0 – 1 ) | Волга | стадион «Сибсельмаш», Новосибирск, снег, -28 гр. Зрителей: 500 |

| Отчёт                           | Отчёт | Отчёт                  | Отчёт | Отчёт |
| ------------------------------- | ----- | ---------------------- | ----- | ----- |
|                                 |       |                        |       |       |
|                                 |       |                        |       |       |
|                                 |       |                        |       |       |
| Шевцов 47' Исалиев (Маврин) 75' |       | Волгужев (Цыцаров) 34' |       |       |
|                                 |       |                        |       |       |
|                                 |       |                        |       |       |
|                                 |       |                        |       |       |
|                                 |       |                        |       |       |
|                                 |       |                        |       |       |

#### 18 тур
| 8 января, 2014 отчёт 10:00MSK | Сибсельмаш | 2 : 1 ( 1 – 0 ) | Старт | стадион «Сибсельмаш», Новосибирск, пасмурно, -16 гр. Зрителей: 1200 |

| Отчёт                                 | Отчёт | Отчёт      | Отчёт | Отчёт |
| ------------------------------------- | ----- | ---------- | ----- | ----- |
|                                       |       |            |       |       |
|                                       |       |            |       |       |
|                                       |       |            |       |       |
| Шевцов (св.) 17' Шевцов (Потёмин) 47' |       | Котков 85' |       |       |
|                                       |       |            |       |       |
|                                       |       |            |       |       |
|                                       |       |            |       |       |
|                                       |       |            |       |       |
|                                       |       |            |       |       |

#### 19 тур
| 11 января, 2014 отчёт 10:00MSK | Сибсельмаш | 2 : 1 ( 0 – 1 ) | Зоркий | стадион «Сибсельмаш», Новосибирск, снег, -7 гр. Зрителей: 2500 |

| Отчёт                                                                                              | Отчёт | Отчёт                    | Отчёт | Отчёт |
| -------------------------------------------------------------------------------------------------- | ----- | ------------------------ | ----- | ----- |
| |       |                          |       |       |
| |       |                          |       |       |
| |       |                          |       |       |
| Логинов (Тетерин, угл.) 48' Н.Свиридов (Завидовский) 80' Незабитый пенальти: Маврин (24) - вратарь |       | Доровских (Цыганенко) 9' |       |       |
| |       |                          |       |       |
| |       |                          |       |       |
| |       |                          |       |       |
| |       |                          |       |       |
| |       |                          |       |       |

#### 20 тур
| 14 января, 2014 отчёт 19:00MSK | Динамо-Казань | 5 : 3 ( 1 – 0 ) | Сибсельмаш | стадион «Ракета», Казань, снег, -3 гр. Зрителей: 750 |

| Отчёт | Отчёт | Отчёт                                                                        | Отчёт | Отчёт |
| --- | ----- | ---------------------------------------------------------------------------- | ----- | ----- |
| |       |                                                                              |       |       |
| |       |                                                                              |       |       |
| |       |                                                                              |       |       |
| Петровский (Логинов) 36' Чермных (Бушуев) 63' Лаакконен (Пахомов) 69' Чермных (Пахомов) 71' Пахомов (Петровский) 77' |       | Маврин (Н.Свиридов) 69' Маврин (Тетерин, угл.) 83' Завидовский (Тетерин) 87' |       |       |
| |       |                                                                              |       |       |
| |       |                                                                              |       |       |
| |       |                                                                              |       |       |
| |       |                                                                              |       |       |
| |       |                                                                              |       |       |

#### 21 тур
| 17 января, 2014 отчёт 19:00MSK | Родина | 6 : 5 ( 1 – 2 ) | Сибсельмаш | стадион «Родина», Киров, снег, -14 гр. Зрителей: 4000 |

| Отчёт | Отчёт | Отчёт                                                                                                   | Отчёт | Отчёт |
| --- | ----- | --- | ----- | ----- |
| |       | |       |       |
| |       | |       |       |
| |       | |       |       |
| Обухов (Ларионов) 34' Ларионов 53' Обухов (Евтюшин) 55' Ларионов (пен.) 72' Слаутин (Пивоваров) 74' Слаутин (Обухов) 89' |       | Шевцов (Маврин) 18' Вшивков (пен.) 33' Шевцов (Потёмин) 75' Вшивков (пен.) 78' Завидовский (Шевцов) 84' |       |       |
| |       | |       |       |
| |       | |       |       |
| |       | |       |       |
| |       | |       |       |
| |       | |       |       |

#### 22 тур
| 20 января, 2014 отчёт 17:00 MSK | Уральский трубник | 2 : 1 ( 1 – 1 ) | Сибсельмаш | стадион «Уральский трубник», Первоуральск, ясно, -25 гр. Зрителей: 1800 |

| Отчёт                                               | Отчёт | Отчёт                      | Отчёт | Отчёт |
| --------------------------------------------------- | ----- | -------------------------- | ----- | ----- |
|                                                     |       |                            |       |       |
|                                                     |       |                            |       |       |
|                                                     |       |                            |       |       |
| Степченков (Голитаров) 31' Степченков (Чучалин) 84' |       | Маврин (Тетерин, угл.) 13' |       |       |
|                                                     |       |                            |       |       |
|                                                     |       |                            |       |       |
|                                                     |       |                            |       |       |
|                                                     |       |                            |       |       |
|                                                     |       |                            |       |       |

#### 25 тур
| 9 февраля, 2014 отчёт 10:00MSK | Сибсельмаш | 7 : 1 ( 3 – 0 ) | Водник | стадион «Сибсельмаш», Новосибирск, ясно, -17 гр. Зрителей: 2500 |

| Отчёт | Отчёт | Отчёт                                                 | Отчёт | Отчёт |
| --- | ----- | ----------------------------------------------------- | ----- | ----- |
| |       |                                                       |       |       |
| |       |                                                       |       |       |
| |       |                                                       |       |       |
| Н.Свиридов 14' Вшивков (пен.) 36' Н.Свиридов (Завидовский, угл.) 38' Маврин (Логинов) 51' Вшивков (пен.) 70' Ган (Тетерин) 77' Завидовский (Шевцов) 83' |       | Пономарев 63' Незабитый пенальти: Дергаев (35) - мимо |       |       |
| |       |                                                       |       |       |
| |       |                                                       |       |       |
| |       |                                                       |       |       |
| |       |                                                       |       |       |
| |       |                                                       |       |       |

#### 26 тур
| 11 февраля, 2014 отчёт 15:30MSK | Сибсельмаш | 1 : 2 ( 0 – 1 ) | Динамо-Москва | стадион «Сибсельмаш», Новосибирск, ясно, -17 гр. Зрителей: 2500 |

| Отчёт               | Отчёт | Отчёт                                     | Отчёт | Отчёт |
| ------------------- | ----- | ----------------------------------------- | ----- | ----- |
|                     |       |                                           |       |       |
|                     |       |                                           |       |       |
|                     |       |                                           |       |       |
| Анисимов (угл.) 57' |       | Шамсутов (Свешников, св.) 5' Хельмюрс 87' |       |       |
|                     |       |                                           |       |       |
|                     |       |                                           |       |       |
|                     |       |                                           |       |       |
|                     |       |                                           |       |       |
|                     |       |                                           |       |       |

#### 27 тур
| 14 февраля, 2014 отчёт 15:00MSK | Енисей | 6 : 1 ( 3 – 1 ) | Сибсельмаш | стадион «Енисей», Красноярск, снег, -18 гр. Зрителей: 4200 |

| Отчёт | Отчёт | Отчёт                                                              | Отчёт | Отчёт |
| --- | ----- | ------------------------------------------------------------------ | ----- | ----- |
| |       |                                                                    |       |       |
| |       |                                                                    |       |       |
| |       |                                                                    |       |       |
| Храпенков 14' Ахметзянов (Викулин, угл.) 28' Ломанов (Викулин, угл.) 39' Ломанов (пен.) 49' Ломанов (Толстихин) 82' Бондаренко (Ломанов) 85' |       | Логинов (Шевцов, угл.) 11' Незабитый пенальти: Вшивков (79) - мимо |       |       |
| |       |                                                                    |       |       |
| |       |                                                                    |       |       |
| |       |                                                                    |       |       |
| |       |                                                                    |       |       |
| |       |                                                                    |       |       |

#### 28 тур
| 17 февраля, 2014 отчёт 14:00MSK | Байкал-Энергия | 6 : 3 ( 3 – 2 ) | Сибсельмаш | стадион «Труд», Иркутск, ясно, -14 гр. Зрителей: 2000 |

| Отчёт | Отчёт | Отчёт                                                                        | Отчёт | Отчёт |
| --- | ----- | ---------------------------------------------------------------------------- | ----- | ----- |
| |       |                                                                              |       |       |
| |       |                                                                              |       |       |
| |       |                                                                              |       |       |
| Егорычев (пен.) 6' Дубовик 9' Егорычев (Ковалёв) 27' Гавриленко (Шадрин) 83' Ширяев 84' Гавриленко (Шадрин) 89' Незабитый пенальти: Чехутин (41) - вратарь |       | Н.Свиридов (Шевцов, угл.) 5' Маврин (Тетерин, угл.) 31' Шевцов (Тетерин) 60' |       |       |
| |       |                                                                              |       |       |
| |       |                                                                              |       |       |
| |       |                                                                              |       |       |
| |       |                                                                              |       |       |
| |       |                                                                              |       |       |

#### 29 тур
| 20 февраля, 2014 отчёт 12:00MSK | СКА-Нефтяник | 5 : 3 ( 3 – 2 ) | Сибсельмаш | стадион «Арена "Ерофей"», Хабаровск Зрителей: 2652 |

| Отчёт                                                                                                  | Отчёт | Отчёт                                                                                     | Отчёт | Отчёт |
| --- | ----- | ----------------------------------------------------------------------------------------- | ----- | ----- |
| |       |                                                                                           |       |       |
| |       |                                                                                           |       |       |
| |       |                                                                                           |       |       |
| Почкунов (Рязанов) 9' Перминов (Антипов) 17' Почкунов (Перминов) 44' Почкунов (Маркин) 83' Антипов 90' |       | Шевцов (Маврин) 25' Маврин 27' Корев (Ган) 71' Незабитый пенальти: Логинов (82) - вратарь |       |       |
| |       |                                                                                           |       |       |
| |       |                                                                                           |       |       |
| |       |                                                                                           |       |       |
| |       |                                                                                           |       |       |
| |       |                                                                                           |       |       |

#### 31 тур
| 26 февраля, 2014 отчёт 15:30MSK | Сибсельмаш | 4 : 4 ( 2 – 2 ) | Кузбасс | стадион «Сибсельмаш», Новосибирск, пасмурно, -12 гр. Зрителей: 1500 |

| Отчёт                                                               | Отчёт | Отчёт                                                                          | Отчёт | Отчёт |
| ------------------------------------------------------------------- | ----- | ------------------------------------------------------------------------------ | ----- | ----- |
|                                                                     |       |                                                                                |       |       |
|                                                                     |       |                                                                                |       |       |
|                                                                     |       |                                                                                |       |       |
| Маврин (Вшивков) 6' Ган (пен.) 35' Завидовский (Маврин) 71' Ган 83' |       | Зубарев (Криушенков) 21' Зубарев 42' Ничков (Зубарев) 51' Зубарев (Земцов) 85' |       |       |
|                                                                     |       |                                                                                |       |       |
|                                                                     |       |                                                                                |       |       |
|                                                                     |       |                                                                                |       |       |
|                                                                     |       |                                                                                |       |       |
|                                                                     |       |                                                                                |       |       |

### Движение команды по турам
| 6 |

| 9 |

| 10 |

| 11 |

| 9 |

| 11 |

| 11 |

| 10 |

| 12 |

| 11 |

| 11 |

| 9 |

| 8 |

| 8 |

| 5 |

| 9 |

| 5 |

| 4 |

| 4 |

| 4 |

| 4 |

| 6 |

| 6 |

| 6 |

| 5 |

| 5 |

| 6 |

| 8 |

| 9 |

| 9 |

| 9 |

| 9 |

| Суперлига | Место в таблице |

| Суперлига | Место в таблице |

### Плей-офф

#### 1/8 финала
| 4 марта, 2014 отчёт 15:30 MSK | Сибсельмаш | 6 : 4 ( 3 – 0 ) | Родина | стадион «Сибсельмаш», Новосибирск, пасмурно, -7 гр. Зрителей: 2000 |

| Отчёт | Отчёт | Отчёт                                                           | Отчёт | Отчёт |
| --- | ----- | --------------------------------------------------------------- | ----- | ----- |
| |       |                                                                 |       |       |
| |       |                                                                 |       |       |
| |       |                                                                 |       |       |
| Маврин (пен.) 8' Вшивков 10' Вшивков (Завидовский) 22' Войтович (Потёмин, угл.) 49' Вшивков (Шевцов, угл.) 61' Завидовский (Анисимов) 79' Незабитый пенальти: Ган (6) - мимо |       | Пивоваров (Бойко) 71' Бойко 76' Евтюшин (Обухов) 81' Ронжин 89' |       |       |
| |       |                                                                 |       |       |
| |       |                                                                 |       |       |
| |       |                                                                 |       |       |
| |       |                                                                 |       |       |
| |       |                                                                 |       |       |

| 7 марта, 2014 отчёт 19:00 MSK | Родина | 2 : 3 ( 1 – 2 ) | Сибсельмаш | стадион «Родина», Киров, ясно, +1 гр. Зрителей: 4500 |

| Отчёт                                                     | Отчёт | Отчёт                                                                | Отчёт | Отчёт |
| --------------------------------------------------------- | ----- | -------------------------------------------------------------------- | ----- | ----- |
|                                                           |       |                                                                      |       |       |
|                                                           |       |                                                                      |       |       |
|                                                           |       |                                                                      |       |       |
| Ронжин (Лампинен, угл.) 35' Ларионов (Лампинен, угл.) 69' |       | Маврин (пен.) 8' Н.Свиридов (Войтович) 19' Завидовский (Вшивков) 86' |       |       |
|                                                           |       |                                                                      |       |       |
|                                                           |       |                                                                      |       |       |
|                                                           |       |                                                                      |       |       |
|                                                           |       |                                                                      |       |       |
|                                                           |       |                                                                      |       |       |

#### 1/4 финала
| 11 марта, 2014 отчёт 15:30 MSK | Сибсельмаш | 1 : 2 ( 0 – 1 ) | Динамо-Москва | стадион «Сибсельмаш», Новосибирск, снег, -3 гр. Зрителей: 2000 |

| Отчёт      | Отчёт | Отчёт                                                                                     | Отчёт | Отчёт |
| ---------- | ----- | ----------------------------------------------------------------------------------------- | ----- | ----- |
|            |       |                                                                                           |       |       |
|            |       |                                                                                           |       |       |
|            |       |                                                                                           |       |       |
| Маврин 53' |       | Иванушкин (Шамсутов) 14' Шамсутов (пен.) 89' Незабитый пенальти: Иванушкин (48) - вратарь |       |       |
|            |       |                                                                                           |       |       |
|            |       |                                                                                           |       |       |
|            |       |                                                                                           |       |       |
|            |       |                                                                                           |       |       |
|            |       |                                                                                           |       |       |

| 14 марта, 2014 отчёт 19:00 MSK | Динамо-Москва | 18 : 3 ( 8 – 0 ) | Сибсельмаш | Ледовый дворец «Крылатское», Москва Зрителей: 350 |

| Отчёт | Отчёт | Отчёт | Отчёт | Отчёт |
| --- | ----- | --- | ----- | ----- |
| |       | |       |       |
| |       | |       |       |
| |       | |       |       |
| Свешников (Хельмюрс) 3' Рязанцев (Тюкавин) 9' Шамсутов (Берлин) 11' Рязанцев (Тюкавин) 16' Иванушкин (Свешников) 31' Моссберг (Чернышёв) 40' Тюкавин (Моссберг) 42' Чернышёв 44' Свешников (Иванушкин) 51' Тюкавин (Золотарев, угл.) 56' Максимов (Рязанцев) 61' Рязанцев 64' Иванушкин (Попутников) 68' Тюкавин (пен.) 70' Рязанцев (Шамсутов) 74' Максимов 77' Иванушкин 80' Архипкин 87' Незабитый пенальти: Шамсутов (60) - вратарь |       | Вшивков (Шевцов, угл.) 48' Н.Свиридов 73' Вшивков (Шевцов, угл.) 89' Незабитый пенальти: Анисимов (29) - вратарь |       |       |
| |       | |       |       |
| |       | |       |       |
| |       | |       |       |
| |       | |       |       |
| |       | |       |       |

## Кубок России

### Групповой турнир

#### 1 этап
Команды проводили две игры в день, продолжительность матча 60 минут (два тайма по 30 минут), перерыв между таймами 5 минут. Команды во время перерыва не покидают хоккейное поле, удаление игроков на 3 или 6 минут.
| 30 августа, 2013 года отчёт 08:00 MSK | Кузбасс | 4 : 4 ( 1 – 2 ) | Сибсельмаш | Губернский центр спорта, Кемерово Зрителей: 500 |

| Отчёт                                                                             | Отчёт | Отчёт                                                                   | Отчёт | Отчёт |
| --------------------------------------------------------------------------------- | ----- | ----------------------------------------------------------------------- | ----- | ----- |
|                                                                                   |       |                                                                         |       |       |
|                                                                                   |       |                                                                         |       |       |
|                                                                                   |       |                                                                         |       |       |
| Тремаскин (Козулин) 11' Зубарев 31' Стасенко (пен.) 43'- Тремаскин (Стасенко) 52' |       | Маврин (Тетерин) 9' Исалиев 18' Вшивков (Маврин) 40' Логинов (пен.) 44' |       |       |
|                                                                                   |       |                                                                         |       |       |
|                                                                                   |       |                                                                         |       |       |
|                                                                                   |       |                                                                         |       |       |
|                                                                                   |       |                                                                         |       |       |
|                                                                                   |       |                                                                         |       |       |

| 30 августа, 2013 года отчёт 12:30 MSK | Сибсельмаш | 2 : 4 ( 1 – 3 ) | Динамо-Москва | Губернский центр спорта, Кемерово Зрителей: 150 |

| Отчёт                                           | Отчёт | Отчёт                                                                               | Отчёт | Отчёт |
| ----------------------------------------------- | ----- | ----------------------------------------------------------------------------------- | ----- | ----- |
|                                                 |       |                                                                                     |       |       |
|                                                 |       |                                                                                     |       |       |
|                                                 |       |                                                                                     |       |       |
| Вшивков (Сычёв, угл.) 24' Анисимов (Шевцов) 58' |       | Моссберг 3' Чернышев (Шамсутов) 16' Архипкин (Рязанцев) 26' Чернышев (Шамсутов) 35' |       |       |
|                                                 |       |                                                                                     |       |       |
|                                                 |       |                                                                                     |       |       |
|                                                 |       |                                                                                     |       |       |
|                                                 |       |                                                                                     |       |       |
|                                                 |       |                                                                                     |       |       |

| 31 августа, 2013 года отчёт 06:00 MSK | Сибсельмаш | 1 : 4 ( 1 – 3 ) | Зоркий | Губернский центр спорта, Кемерово Зрителей: 150 |

| Отчёт                                                       | Отчёт | Отчёт                                                                                                | Отчёт | Отчёт |
| ----------------------------------------------------------- | ----- | --- | ----- | ----- |
|                                                             |       | |       |       |
|                                                             |       | |       |       |
|                                                             |       | |       |       |
| Шевцов (Тетерин) 3' Незабитый пенальти: Логинов (30) - мимо |       | Ишкельдин (Доровских) 15' Бочкарев (Бурлаков, угл.) 19' Доровских (Ишкельдин, угл.) 23' Миргазов 47' |       |       |
|                                                             |       | |       |       |
|                                                             |       | |       |       |
|                                                             |       | |       |       |
|                                                             |       | |       |       |
|                                                             |       | |       |       |

| 31 августа, 2013 года отчёт 14:50 MSK | Водник | 2 : 8 ( 0 – 5 ) | Сибсельмаш | Губернский центр спорта, Кемерово Зрителей: 150 |

| Отчёт                                                                                                | Отчёт | Отчёт | Отчёт | Отчёт |
| --- | ----- | --- | ----- | ----- |
| |       | |       |       |
| |       | |       |       |
| |       | |       |       |
| Дергаев (Сухоруков) 35' Леонов 56' Незабитый пенальти: Дергаев (52) - вратарь; Леонов (59) - вратарь |       | Исалиев (Корев) 9' Маврин (Шевцов, угл.) 13' Герасимов (Исалиев) 15' Анисимов (Маврин) 16' Герасимов (пен.) 30' Исалиев 38' Герасимов (пен.) 42' Анисимов (Ган, угл.) 50' |       |       |
| |       | |       |       |
| |       | |       |       |
| |       | |       |       |
| |       | |       |       |
| |       | |       |       |

| 1 сентября, 2013 года отчёт 12:30 MSK | Сибсельмаш | 1 : 1 ( 0 – 1 ) | Волга | Губернский центр спорта, Кемерово Зрителей: 150 |

| Отчёт                      | Отчёт | Отчёт                | Отчёт | Отчёт |
| -------------------------- | ----- | -------------------- | ----- | ----- |
|                            |       |                      |       |       |
|                            |       |                      |       |       |
|                            |       |                      |       |       |
| Исалиев (Шевцов, угл.) 42' |       | Волгужев (Спьют) 29' |       |       |
|                            |       |                      |       |       |
|                            |       |                      |       |       |
|                            |       |                      |       |       |
|                            |       |                      |       |       |
|                            |       |                      |       |       |

| 2 сентября, 2013 года отчёт 10:10 MSK | Молодёжная сборная России | 1 : 3 ( 1 – 3 ) | Сибсельмаш | Губернский центр спорта, Кемерово Зрителей: 150 |

| Отчёт                                                        | Отчёт | Отчёт                                                           | Отчёт | Отчёт |
| ------------------------------------------------------------ | ----- | --------------------------------------------------------------- | ----- | ----- |
|                                                              |       |                                                                 |       |       |
|                                                              |       |                                                                 |       |       |
|                                                              |       |                                                                 |       |       |
| Джусоев (Игошин) 26' Незабитый пенальти: Егорычев (4) - мимо |       | Садовский (Маврин) 16' Войтович (Садовский) 18' Могильников 23' |       |       |
|                                                              |       |                                                                 |       |       |
|                                                              |       |                                                                 |       |       |
|                                                              |       |                                                                 |       |       |
|                                                              |       |                                                                 |       |       |
|                                                              |       |                                                                 |       |       |

| Место | Команда                   | И | В | Н | П | М     | Очки |
| ----- | ------------------------- | - | - | - | - | ----- | ---- |
| 1     | Динамо-Москва             | 6 | 5 | 0 | 1 | 29-17 | 15   |
| 2     | Кузбасс                   | 6 | 4 | 2 | 0 | 22-13 | 14   |
| 3     | Зоркий                    | 6 | 3 | 1 | 2 | 18-17 | 10   |
| 4     | Сибсельмаш                | 6 | 2 | 2 | 2 | 19-16 | 8    |
| 5     | Молодёжная сборная России | 6 | 2 | 1 | 3 | 19-23 | 7    |
| 6     | Волга                     | 6 | 1 | 2 | 3 | 14-17 | 5    |
| 7     | Водник                    | 6 | 0 | 0 | 6 | 10-28 | 0    |

#### 2 этап
| 27 сентября, 2013 года отчёт 07:00 MSK | Водник | 2 : 3 ( 1 – 1 ) | Сибсельмаш | Губернский центр спорта, Кемерово Зрителей: 150 |

| Отчёт                                       | Отчёт | Отчёт                                                                      | Отчёт | Отчёт |
| ------------------------------------------- | ----- | -------------------------------------------------------------------------- | ----- | ----- |
|                                             |       |                                                                            |       |       |
|                                             |       |                                                                            |       |       |
|                                             |       |                                                                            |       |       |
| Дергаев (Катугин) 4' Радюшин (Гладышев) 89' |       | Герасимов (Шевцов, угл.) 18' Шевцов (Свиридов) 52' Герасимов (Миронов) 74' |       |       |
|                                             |       |                                                                            |       |       |
|                                             |       |                                                                            |       |       |
|                                             |       |                                                                            |       |       |
|                                             |       |                                                                            |       |       |
|                                             |       |                                                                            |       |       |

| 28 сентября, 2013 года отчёт 07:00 MSK | Динамо-Казань | 4 : 1 ( 2 – 0 ) | Сибсельмаш | Губернский центр спорта, Кемерово Зрителей: 150 |

| Отчёт                                                                                                  | Отчёт | Отчёт                | Отчёт | Отчёт |
| --- | ----- | -------------------- | ----- | ----- |
| |       |                      |       |       |
| |       |                      |       |       |
| |       |                      |       |       |
| Лаакконен (Угаров, угл.) 19' Бушуев (Красиков) 28' Д.Логинов (Красиков) 68' Щеглов (Шабуров, угл.) 83' |       | Ю.Логинов (пен.) 56' |       |       |
| |       |                      |       |       |
| |       |                      |       |       |
| |       |                      |       |       |
| |       |                      |       |       |
| |       |                      |       |       |

| 29 сентября, 2013 года отчёт 15:30 MSK | Сибсельмаш | 3 : 3 ( 0 – 1 ) | СКА-Нефтяник | Губернский центр спорта, Кемерово Зрителей: 150 |

| Отчёт                                                                       | Отчёт | Отчёт                                                        | Отчёт | Отчёт |
| --------------------------------------------------------------------------- | ----- | ------------------------------------------------------------ | ----- | ----- |
|                                                                             |       |                                                              |       |       |
|                                                                             |       |                                                              |       |       |
|                                                                             |       |                                                              |       |       |
| Ган (Шевцов, угл.) 67' Логинов (Тетерин, св.) 72' Исалиев (Сычёв, угл.) 77' |       | Исмагилов (Чижов, угл.) 4' Стариков (Тюко) 59' Стеблецов 65' |       |       |
|                                                                             |       |                                                              |       |       |
|                                                                             |       |                                                              |       |       |
|                                                                             |       |                                                              |       |       |
|                                                                             |       |                                                              |       |       |
|                                                                             |       |                                                              |       |       |

| 1 октября, 2013 года отчёт 15:30 MSK | Сибсельмаш | 4 : 3 ( 3 – 1 ) | Кузбасс | Губернский центр спорта, Кемерово Зрителей: 500 |

| Отчёт                                                                             | Отчёт | Отчёт                                                                   | Отчёт | Отчёт |
| --------------------------------------------------------------------------------- | ----- | ----------------------------------------------------------------------- | ----- | ----- |
|                                                                                   |       |                                                                         |       |       |
|                                                                                   |       |                                                                         |       |       |
|                                                                                   |       |                                                                         |       |       |
| Исалиев (Тетерин) 3' Логинов (пен.) 20' Н.Свиридов (Шевцов, угл.) 39' Исалиев 66' |       | Тарасов (Якушев) 26' Стасенко (Якушев, угл.) 68' Тарасов (Стасенко) 83' |       |       |
|                                                                                   |       |                                                                         |       |       |
|                                                                                   |       |                                                                         |       |       |
|                                                                                   |       |                                                                         |       |       |
|                                                                                   |       |                                                                         |       |       |
|                                                                                   |       |                                                                         |       |       |

| 2 октября, 2013 года отчёт 09:45 MSK | Байкал-Энергия | 5 : 7 ( 4 – 5 ) | Сибсельмаш | Губернский центр спорта, Кемерово Зрителей: 150 |

| Отчёт                                                                                           | Отчёт | Отчёт | Отчёт | Отчёт |
| ----------------------------------------------------------------------------------------------- | ----- | --- | ----- | ----- |
|                                                                                                 |       | |       |       |
|                                                                                                 |       | |       |       |
|                                                                                                 |       | |       |       |
| Насонов (Егорычев) 10' Мурзин 17' Насонов (Кутупов) 27' Егорычев 35' Дубовик (Шадрин, угл.) 68' |       | Логинов (Тетерин, св.) 4' Исалиев 7' Исалиев (Логинов) 14' Н.Свиридов (Тетерин) 22' Логинов (Тетерин, угл.) 32' Корев 76' Е.Свиридов (Тетерин, угл.) 84' |       |       |
|                                                                                                 |       | |       |       |
|                                                                                                 |       | |       |       |
|                                                                                                 |       | |       |       |
|                                                                                                 |       | |       |       |
|                                                                                                 |       | |       |       |

| Место | Команда        | И | В | Н | П | М     | Очки |
| ----- | -------------- | - | - | - | - | ----- | ---- |
| 1     | Динамо-Казань  | 5 | 4 | 0 | 1 | 19-13 | 12   |
| 2     | Сибсельмаш     | 5 | 3 | 1 | 1 | 18-17 | 10   |
| 3     | Байкал-Энергия | 5 | 2 | 2 | 1 | 24-20 | 8    |
| 4     | Кузбасс        | 5 | 2 | 1 | 2 | 23-18 | 7    |
| 5     | СКА-Нефтяник   | 5 | 1 | 1 | 3 | 13-19 | 4    |
| 6     | Водник         | 5 | 0 | 1 | 4 | 11-21 | 1    |

### Четвертьфинал
| 1 ноября, 2013 года отчёт 16:00 MSK | Сибсельмаш | 6 : 3 ( 5 – 3 ) | Зоркий | «Сибсельмаш», Новосибирск, дождь, +7 гр. Зрителей: 5000 |

| Отчёт                                                                                                  | Отчёт | Отчёт                                                                       | Отчёт | Отчёт |
| --- | ----- | --------------------------------------------------------------------------- | ----- | ----- |
| |       |                                                                             |       |       |
| |       |                                                                             |       |       |
| |       |                                                                             |       |       |
| Исалиев (Шевцов) 8' Шевцов 25' Маврин (Завидовский, св.) 34' Завидовский 37' Маврин (пен.) 45' Ган 70' |       | Доровских (Ишкельдин, угл.) 15' Миргазов (Ким) 16' Ишкельдин (Бурлаков) 38' |       |       |
| |       |                                                                             |       |       |
| |       |                                                                             |       |       |
| |       |                                                                             |       |       |
| |       |                                                                             |       |       |
| |       |                                                                             |       |       |

### Полуфинал
| 3 ноября, 2013 года отчёт 10:00 MSK | Кузбасс | 3 : 4 ( 1 – 1, 3 – 3, 0 – 1 ) | Сибсельмаш | «Сибсельмаш», Новосибирск, пасмурно, +2 гр. Зрителей: 4500 |

| Отчёт                                           | Отчёт | Отчёт                                                                        | Отчёт | Отчёт |
| ----------------------------------------------- | ----- | ---------------------------------------------------------------------------- | ----- | ----- |
|                                                 |       |                                                                              |       |       |
|                                                 |       |                                                                              |       |       |
|                                                 |       |                                                                              |       |       |
| Стасенко 8' Криушенков (Зубарев) 61' Игошин 86' |       | Исалиев (Маврин) 25' Завидовский 74' Тетерин 77' Шевцов (Тетерин, угл.) 100' |       |       |
|                                                 |       |                                                                              |       |       |
|                                                 |       |                                                                              |       |       |
|                                                 |       |                                                                              |       |       |
|                                                 |       |                                                                              |       |       |
|                                                 |       |                                                                              |       |       |

### ФИНАЛ
| 4 ноября, 2013 12:00 MSK                  | \| Сибсельмаш \| 0 : 3 (0:1) Протокол \| Динамо-Казань \| \| незабитый пенальти: Вшивков, 84 (вратарь) \| Голы \| Шабуров 29', Бушуев 48', Артюшин (Лаакконен) 57' незабитый пенальти: Лаакконен 62 (вратарь) \| | Стадион «Сибсельмаш» Новосибирск, снег, +2 гр. Зрителей: 5 500 Судья: Роман Попиков         |
| Сибсельмаш                                | 0 : 3 (0:1) Протокол | Динамо-Казань                                                                               |
| незабитый пенальти: Вшивков, 84 (вратарь) | Голы | Шабуров 29', Бушуев 48', Артюшин (Лаакконен) 57' незабитый пенальти: Лаакконен 62 (вратарь) |

## Чемпионский кубок Эдсбюна

### Группа А
| 12 сентября 2013 года отчёт 12:00 MSK | Рёттвик | 2 : 13 ( 2 – 5 ) | Сибсельмаш | «Дина Арена», Эдсбюн Зрителей: 48 |

| Отчёт                          | Отчёт | Отчёт | Отчёт | Отчёт |
| ------------------------------ | ----- | --- | ----- | ----- |
|                                |       | |       |       |
|                                |       | |       |       |
|                                |       | |       |       |
| Лундин (12) Холмберг (31-угл.) |       | Маврин (10-угл.) Исалиев (25) Вшивков (29-угл.) Шевцов (35) Исалиев (54-угл., 66, 74) Герасимов (80) Ган (81) Исалиев (83) Ган (89-угл.) Логинов (90) Незабитый пенальти: Герасимов (62) - вратарь |       |       |
|                                |       | |       |       |
|                                |       | |       |       |
|                                |       | |       |       |
|                                |       | |       |       |
|                                |       | |       |       |

| 13 сентября 2013 года отчёт 12:00 MSK | Сибсельмаш | 6 : 4 ( 2 – 2 ) | Сириус | «Дина Арена», Эдсбюн Зрителей: 123 |

| Отчёт                                                                         | Отчёт | Отчёт                                                   | Отчёт | Отчёт |
| ----------------------------------------------------------------------------- | ----- | ------------------------------------------------------- | ----- | ----- |
|                                                                               |       |                                                         |       |       |
|                                                                               |       |                                                         |       |       |
|                                                                               |       |                                                         |       |       |
| Войтович (5) Вшивков (40) Войтович (67) Вшивков (69) Исалиев (83) Шевцов (85) |       | Андерссон (13) Лундберг (36) Грачёв (75) Нордстрём (90) |       |       |
|                                                                               |       |                                                         |       |       |
|                                                                               |       |                                                         |       |       |
|                                                                               |       |                                                         |       |       |
|                                                                               |       |                                                         |       |       |
|                                                                               |       |                                                         |       |       |

| 14 сентября 2013 года 21:00 MSK | Эдсбюн | 8 : 1 ( 5 – 0 ) | Сибсельмаш | «Дина Арена», Эдсбюн |

| Отчёт                                                                                  | Отчёт | Отчёт         | Отчёт | Отчёт |
| -------------------------------------------------------------------------------------- | ----- | ------------- | ----- | ----- |
|                                                                                        |       |               |       |       |
|                                                                                        |       |               |       |       |
|                                                                                        |       |               |       |       |
| Эдлинг (1) Свенск (14) Эдлинг (30) Хаммарстрем (41) Янссон (45, 65, 67) Тарасенко (90) |       | Анисимов (61) |       |       |
|                                                                                        |       |               |       |       |
|                                                                                        |       |               |       |       |
|                                                                                        |       |               |       |       |
|                                                                                        |       |               |       |       |
|                                                                                        |       |               |       |       |

| Место | Команда    | И | В | Н | П | Мячи    | Очки |
| ----- | ---------- | - | - | - | - | ------- | ---- |
| 1     | Эдсбюн     | 3 | 2 | 1 | 0 | 20 - 8  | 5    |
| 2     | ГАИС       | 3 | 2 | 1 | 0 | 20 - 10 | 5    |
| 3     | Сибсельмаш | 3 | 2 | 0 | 1 | 20 - 14 | 4    |
| 4     | Юсдаль     | 3 | 1 | 1 | 1 | 13 - 12 | 3    |
| 5     | Сириус     | 3 | 0 | 1 | 2 | 9 - 13  | 1    |
| 6     | Рёттвик    | 3 | 0 | 0 | 3 | 7 - 32  | 0    |

### Матч за 5-е место
| 15 сентября 2013 года 15:45 MSK | Сибсельмаш | 4 : 5 ( 1 – 2 ) | Болльнес | «Дина Арена», Эдсбюн |

| Отчёт                                                            | Отчёт | Отчёт                                                                   | Отчёт | Отчёт |
| ---------------------------------------------------------------- | ----- | ----------------------------------------------------------------------- | ----- | ----- |
|                                                                  |       |                                                                         |       |       |
|                                                                  |       |                                                                         |       |       |
|                                                                  |       |                                                                         |       |       |
| Войтович (4) Логинов (47-пен.) Герасимов (54-угл.) Анисимов (70) |       | Вест (15-угл.) Хелавуори (28) Аалтонен (68-угл., 72-угл.) Йернберг (78) |       |       |
|                                                                  |       |                                                                         |       |       |
|                                                                  |       |                                                                         |       |       |
|                                                                  |       |                                                                         |       |       |
|                                                                  |       |                                                                         |       |       |
|                                                                  |       |                                                                         |       |       |

## Состав с начала сезона
| №  | Имя                 | Поз | И  | Г   | П  | Очки | Штраф (мин) | Примечание    |
| -- | ------------------- | --- | -- | --- | -- | ---- | ----------- | ------------- |
| 1  | Марко Херайярви     | Врт | 24 | -76 | 1  | 1    | 10          |               |
| 96 | Сергей Наумов       | Врт | 5  | -39 | 0  | 0    | 0           |               |
| 3  | Никита Юрлов        | Защ | 28 | 0   | 0  | 0    | 170         |               |
| 4  | Евгений Свиридов    | Защ | 1  | 0   | 0  | 0    | 0           | ушёл 21.12.13 |
| 5  | Андрей Могильников  | Защ | 8  | 2   | 0  | 2    | 60          |               |
| 13 | Юрий Логинов        | Защ | 26 | 5   | 1  | 6    | 170         |               |
| 23 | Роман Макаренко     | Защ | 28 | 0   | 0  | 0    | 140         |               |
| 27 | Юрий Михеев         | Защ | 14 | 0   | 0  | 0    | 40          |               |
| 6  | Денис Корев         | ПЗ  | 26 | 2   | 2  | 4    | 20          |               |
| 7  | Рауан Исалиев       | ПЗ  | 27 | 7   | 2  | 9    | 40          |               |
| 9  | Игорь Войтович      | ПЗ  | 28 | 2   | 2  | 4    | 60          |               |
| 14 | Игорь Сычёв         | ПЗ  | 27 | 0   | 0  | 0    | 150         |               |
| 17 | Артём Вшивков       | ПЗ  | 27 | 11  | 2  | 13   | 20          |               |
| 20 | Павел Тетерин       | ПЗ  | 28 | 5   | 12 | 17   | 20          |               |
| 21 | Фёдор Миронов       | ПЗ  | 3  | 0   | 0  | 0    | 0           | ушёл 21.12.13 |
| 25 | Никита Шубин        | ПЗ  | 4  | 0   | 0  | 0    | 0           |               |
| 61 | Денис Потёмин       | ПЗ  | 22 | 0   | 6  | 6    | 100         |               |
| 90 | Антон Шевцов        | ПЗ  | 28 | 11  | 14 | 25   | 50          |               |
| 91 | Никита Свиридов     | ПЗ  | 28 | 10  | 2  | 12   | 30          |               |
| 99 | Дмитрий Завидовский | ПЗ  | 22 | 6   | 4  | 10   | 20          |               |
| 8  | Евгений Маврин      | Нап | 27 | 17  | 5  | 22   | 75          |               |
| 10 | Сергей Ган          | Нап | 26 | 5   | 1  | 6    | 40          |               |
| 18 | Никита Новецкий     | Нап | 2  | 0   | 0  | 0    | 0           |               |
| 71 | Алексей Садовский   | Нап | 2  | 0   | 0  | 0    | 0           | ушёл 21.12.13 |
| 89 | Павел Анисимов      | Нап | 26 | 1   | 1  | 2    | 0           |               |

Президент клуба — Сергей Гвоздецкий
Главный тренер — Сергей Лихачёв
Тренеры — Андрей Кузнецов, Олег Молодцов, Олег Пшеничный

## Сибсельмаш — 2
Резервисты «Сибсельмаша» выступают в группе № 3 Высшей лиги. 

### Предварительный этап

#### I этап
| Дата     | Место проведения | Команда противника | Счёт        | Голы Сибсельмаша                                                      |
| -------- | ---------------- | ------------------ | ----------- | --------------------------------------------------------------------- |
| 09.11.13 | Дома             | Байкал-Энергия-2   | 8 : 3 (1:2) | Новецкий (4), Готманов, Дружков, Митусов, Борисов                     |
| 10.12.13 | Дома             | Байкал-Энергия-2   | 8 : 2 (4:2) | Борисов (2), Шубин, Дарковский, Новецкий, Дружков, Денисов, Веденеев  |
| 16.11.13 | В гостях         | Кузбасс-2          | 2 : 4 (1:0) | Борисов, Денисов                                                      |
| 17.11.13 | В гостях         | Кузбасс-2          | 4 : 8 (3:2) | Борисов (3), Дружков                                                  |
| 27.11.13 | В гостях         | Енисей-2           | 3 : 4 (0:1) | Дарковский, Борисов, Шубин                                            |
| 28.11.13 | В гостях         | Енисей-2           | 2 : 4 (1:1) | Дарковский, Борисов                                                   |
| 30.11.13 | В гостях         | Саяны-Хакасия      | 3 : 6 (1:4) | Дружков (2), Сысоев                                                   |
| 01.12.13 | В гостях         | Саяны-Хакасия      | 1 : 6 (0:2) | Готманов                                                              |
| 11.12.13 | Дома             | Кузбасс-2          | 6 : 5 (4:2) | Новецкий (2), Н.Свиридов (2), Готманов, Дарковский                    |
| 12.12.13 | Дома             | Кузбасс-2          | 5 : 2 (2:0) | Дарковский (2), Новецкий, Готманов, Денисов                           |
| 16.12.13 | В гостях         | Байкал-Энергия-2   | 1 : 3 (0:0) | Казаков                                                               |
| 17.12.13 | В гостях         | Байкал-Энергия-2   | 8 : 4 (3:2) | Денисов (3), Новецкий (3), Готманов (2)                               |
| 22.12.13 | Дома             | Енисей-2           | 5 : 4 (2:1) | Новецкий (3), Дружков, Денисов                                        |
| 23.12.13 | Дома             | Енисей-2           | 3 : 2 (1:0) | Готманов, Казаков, Новецкий                                           |
| 25.12.13 | Дома             | Саяны-Хакасия      | 4 : 3 (0:2) | Денисов, Новецкий, Веденеев, Миронов                                  |
| 26.12.13 | Дома             | Саяны-Хакасия      | 9 : 5 (4:0) | Денисов (2), Садовский (2), Миронов (2), Новецкий, Веденеев, Готманов |

| Место | Команда                      | И  | В  | Н | П  | М        | Очки |
| ----- | ---------------------------- | -- | -- | - | -- | -------- | ---- |
| 1     | Кузбасс — 2 (Кемерово)       | 16 | 10 | 0 | 6  | 70 — 56  | 30   |
| 2     | Енисей — 2 (Красноярск)      | 16 | 9  | 2 | 5  | 76 — 44  | 29   |
| 3     | Сибсельмаш — 2 (Новосибирск) | 16 | 9  | 0 | 7  | 72 — 65  | 27   |
| 4     | Саяны-Хакасия (Абакан)       | 16 | 8  | 1 | 7  | 79 — 56  | 25   |
| 5     | Байкал-Энергия — 2 (Иркутск) | 16 | 2  | 1 | 13 | 39 — 115 | 7    |

#### II этап
| Дата     | Место проведения | Команда противника | Счёт        | Голы Сибсельмаша                                 |
| -------- | ---------------- | ------------------ | ----------- | ------------------------------------------------ |
| 14.01.14 | Дома             | Кузбасс-2          | 3 : 8 (2:5) | Дарковский, Веденеев, Шубин                      |
| 15.01.14 | Дома             | Кузбасс-2          | 6 : 4 (2:3) | Дарковский (2), Новецкий (2), Готманов, Кузнецов |
| 01.02.14 | В гостях         | Саяны-Хакасия      | 6 : 6 (3:4) |                                                  |
| 02.02.14 | В гостях         | Саяны-Хакасия      | 3 : 4 (3:2) |                                                  |
| 04.02.14 | В гостях         | Енисей-2           | 0 : 4 (0:4) |                                                  |
| 05.02.14 | В гостях         | Енисей-2           | 0 : 4 (0:2) |                                                  |
| 08.02.14 | В гостях         | Кузбасс-2          | 1 : 7 (0:2) |                                                  |
| 09.02.14 | В гостях         | Кузбасс-2          | 3 : 5 (2:3) |                                                  |
| 15.02.14 | Дома             | Енисей-2           | 3 : 4 (2:3) |                                                  |
| 16.02.14 | Дома             | Енисей-2           | 4 : 5 (3:2) |                                                  |
| 18.02.14 | Дома             | Саяны-Хакасия      | 3 : 2 (1:0) |                                                  |
| 19.02.14 | Дома             | Саяны-Хакасия      | 4 : 3 (4:1) |                                                  |

| Место | Команда                 | И  | В  | Н | П  | М         | Очки |
| ----- | ----------------------- | -- | -- | - | -- | --------- | ---- |
| 1     | Енисей — 2 (Красноярск) | 28 | 16 | 4 | 8  | 124 — 79  | 52   |
| 2     | Кузбасс — 2 (Кемерово)  | 28 | 16 | 2 | 10 | 124 — 104 | 50   |
| 3     | Саяны-Хакасия (Абакан)  | 28 | 11 | 6 | 11 | 124 — 100 | 39   |
| 4     | Сибсельмаш — 2          | 28 | 12 | 1 | 15 | 108 — 121 | 37   |

### Состав Сибсельмаша-2
| Имя                  | Поз          |
| -------------------- | ------------ |
| Евгений Тололо       | Вратарь      |
| Владимир Ковалёв     | Вратарь      |
| Игорь Долгополов     | Вратарь      |
| Никита Юрлов         | Защитник     |
| Юрий Михеев          | Защитник     |
| Дмитрий Баранов      | Защитник     |
| Роман Сысоев         | Защитник     |
| Владимир Огородников | Защитник     |
| Николай Митусов      | Защитник     |
| Андрей Кузнецов      | Защитник     |
| Егор Дарковский      | Полузащитник |
| Александр Казаков    | Полузащитник |
| Никита Шубин         | Полузащитник |
| Никита Готманов      | Полузащитник |
| Андрей Веденеев      | Полузащитник |
| Степан Васюкович     | Полузащитник |
| Денис Петров         | Полузащитник |
| Владимир Дружков     | Полузащитник |
| Виталий Денисов      | Полузащитник |
| Никита Свиридов      | Полузащитник |
| Евгений Филиппов     | Полузащитник |
| Сергей Ган           | Нападающий   |
| Никита Новецкий      | Нападающий   |
| Антон Бушманов       | Нападающий   |
| Сергей Борисов       | Нападающий   |
| Никита Веденеев      | Нападающий   |

Главный тренер — Владимир Загуменный